# Sebastian Sternal

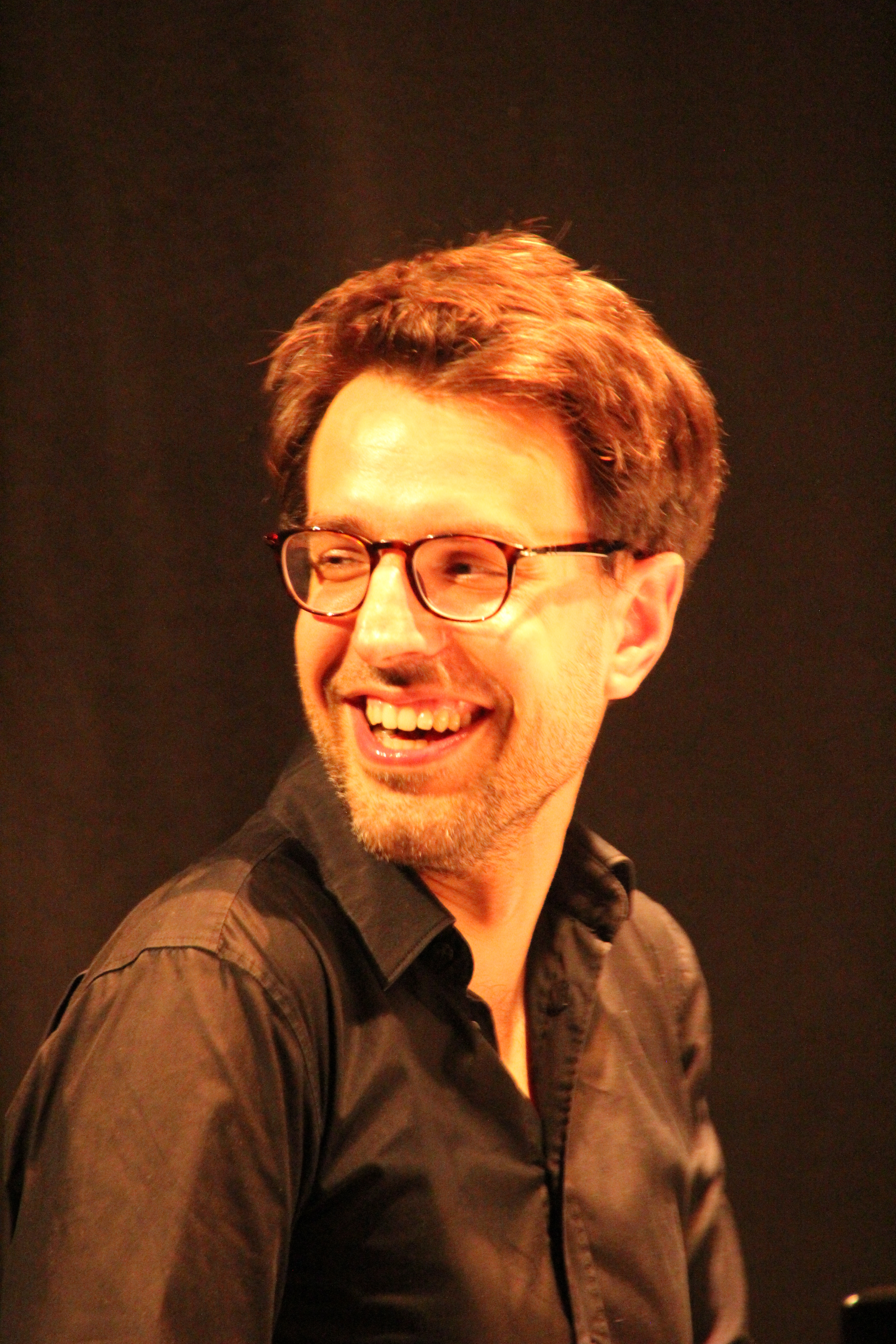
Sebastian Sternal (2018)

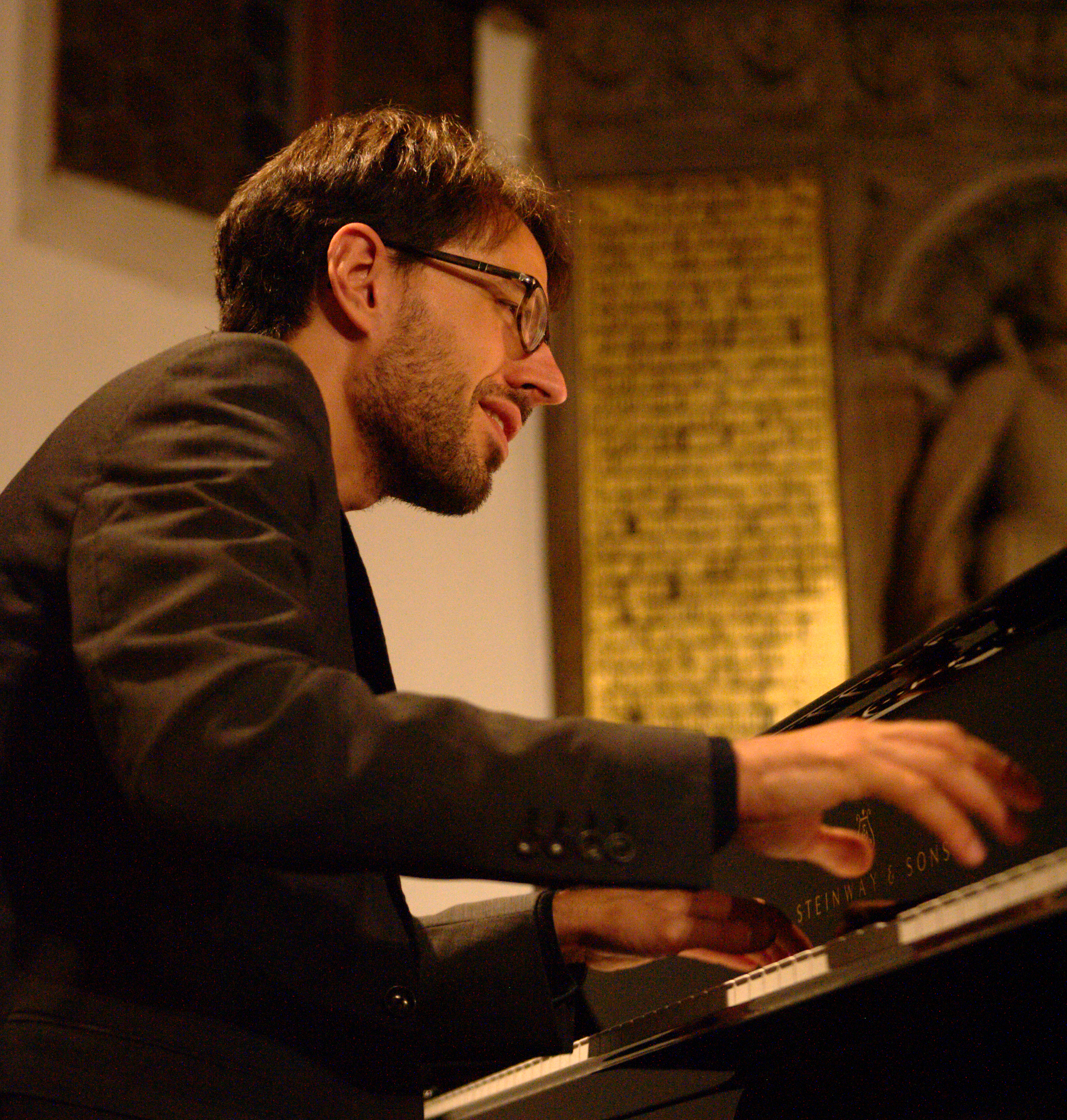
Sebastian Sternal (mit dem Steffen Weber Quintett in der Stadtkirche Darmstadt 2016)

Sebastian Aaron Sternal (* 1983 in Mainz) ist ein deutscher Pianist und Komponist des Modern Jazz. 

## Leben und Wirken
Sternal erhielt ab dem Alter von sechs Jahren Klavierunterricht und kam schon mit elf Jahren über seinen Lehrer zum Jazz. Seit 2003 studierte er Jazzpiano in Köln bei John Taylor und Hubert Nuss, ab 2007 Komposition am CNRS Paris bei Hervé Sellin und dann wieder in Köln bei Joachim Ullrich. Zunächst spielte er im Landesjugendjazzorchester von Rheinland-Pfalz und war dann langjähriges Mitglied des Bundesjazzorchesters unter der Leitung von Peter Herbolzheimer, für das er auch als Dozent tätig war.
Sternal hat mit Musikern wie Dee Dee Bridgewater, John Ruocco oder John Riley zusammengearbeitet; Konzertreisen führten ihn durch Europa, in die USA und nach Namibia und Südafrika. 2009 erschien sein Debüt-Album Eins, 2010 das zweite Trio-Album Paris. Wichtige Projekte waren neben seinem Trio mit Sebastian Klose (Bass) und Axel Pape (Drums) ein Duo mit Claudius Valk, das Quartett des luxemburgischen Saxophonisten Maxime Bender und das Trio mit der Pariser Vokalistin Anne-Marie Jean und Bassist Simon Tailleu; sein Projekt Sternal Symphonic Society vereint Musiker aus Jazz und Klassik in einer elfköpfigen Formation, zu der neben Niels Klein, Christoph Möckel, Frederik Köster, Klaus Heidenreich, Pablo Held, Robert Landfermann und Jonas Burgwinkel auch ein Streichquartett gehört.
Sternal lehrte seit 2009 Jazz-Theorie an der Hochschule für Musik und Tanz Köln und wurde im April 2011 als Professor für Jazzklavier an die Hochschule für Musik Mainz berufen.
Sternal lebt in Köln-Nippes.

## Preise und Auszeichnungen
Sternal erhielt 2007 den WDR-Jazzpreis als Improvisator; 2010 gewann er beim Concours piano jazz Martial Solal. Wurde für seine CD Sternal Symphonic Society wurde er mit dem ECHO Jazz 2013 ausgezeichnet; auch für das Folgealbum Sternal Symphonic Society, das 2015 mit dem Preis der deutschen Schallplattenkritik ausgezeichnet wurde, erhielt er einen ECHO Jazz (2016).
2014 gewann Sternal mit seinem Duopartner Claudius Valk den Neuen Deutschen Jazzpreis. 2016 wurde ihm der Mainzer Jazzpreis verliehen.

## Diskographische Hinweise
- Jule Unterspann Duo/Sextett: Lil´it (2003)
- Maxime Bender Sextett feat. David Binney: Open Range (Jazzsick 2008)
- Sebastian Sternal Trio: Eins (Stockfisch Records 2009)
- Sebastian Sternal Trio feat. Anne-Marie Jean: Paris (Stockfisch 2010)
- Dieter Manderscheid & Sebastian Sternal Flussrauchen (JazzHausMusik 2014)
- Sebastian Sternal Symphonic Society Vol. 2 (Traumton Records 2015)
- Sebastian Sternal Thelonia (Traumton Records 2022)